# João de Sousa
João de Sousa (Lisbona, 9 aprile 1647 – Lisbona, 29 settembre 1710) è stato un arcivescovo cattolico portoghese.

## Biografia
Era figlio di Tomé de Sousa, VIII signore di Gouveia, e di sua moglie Francisca de Meneses; suo zio, Diogo de Sousa, era arcivescovo di Évora.
Studiò diritto canonico a Coimbra e, abbracciato lo stato ecclesiastico, divenne vicario di Évora e arcidiacono di Santa Cristina nell'arcidiocesi di Braga.
Fu somigliere di cortina del re di Portogallo Pietro II che lo inviò a Torino, presso Vittorio Amedeo II di Savoia.
Tornato in patria, fu nominato vescovo di Porto, poi arcivescovo di Braga e infine arcivescovo di Lisbona.
Volle essere sepolto in una tomba senza epitaffio nel cimitero dei poveri della vecchia cattedrale di Lisbona.

## Genealogia episcopale e successione apostolica
La genealogia episcopale è:
- Cardinale Guillaume d'Estouteville, O.S.B.Clun.
- Papa Sisto IV
- Papa Giulio II
- Cardinale Raffaele Sansoni Riario della Rovere
- Papa Leone X
- Papa Clemente VII
- Cardinale Antonio Sanseverino, O.S.Io.Hier.
- Cardinale Giovanni Michele Saraceni
- Papa Pio V
- Cardinale Innico d'Avalos d'Aragona, O.S.Iacobi
- Cardinale Scipione Gonzaga
- Patriarca Fabio Biondi
- Papa Urbano VIII
- Cardinale Cosimo de Torres
- Cardinale Francesco Maria Brancaccio
- Vescovo Miguel Juan Balaguer Camarasa, O.S.Io.Hier.
- Papa Alessandro VII
- Cardinale Neri Corsini
- Vescovo Francesco Ravizza
- Cardinale Veríssimo de Lencastre
- Arcivescovo João de Sousa

La successione apostolica è:
- Vescovo Clemente Vieira, O.E.S.A. (1688)
- Vescovo António de Saldanha (1694)
- Vescovo Álvaro de Abranches e Noronha (1694)